# توماس ای. لوی
توماس ای. لوی (انگلیسی: Thomas E. Levy؛ زادهٔ) انسان‌شناس، و باستان‌شناس است. استاد برجسته و دارای کرسی نورما کرشاو در باستان‌شناسی اسرائیل باستان و سرزمین‌های همسایه در دانشگاه کالیفرنیا، سن دیگو است. او عضو گروه انسان‌شناسی و برنامه مطالعات یهودی است.